# Lyklafell (berg)
Lyklafell är ett berg i republiken Island. Det ligger i regionen Norðurland vestra, 130 km nordost om huvudstaden Reykjavík. Toppen på Lyklafell är 1 024 meter över havet, eller 169 meter över den omgivande terrängen. Bredden vid basen är 4,0 km.
Trakten runt Lyklafell är nära nog obefolkad, med mindre än två invånare per kvadratkilometer. Det finns inga samhällen i närheten. Trakten runt Lyklafell är permanent täckt av is och snö.